# 潼侨镇

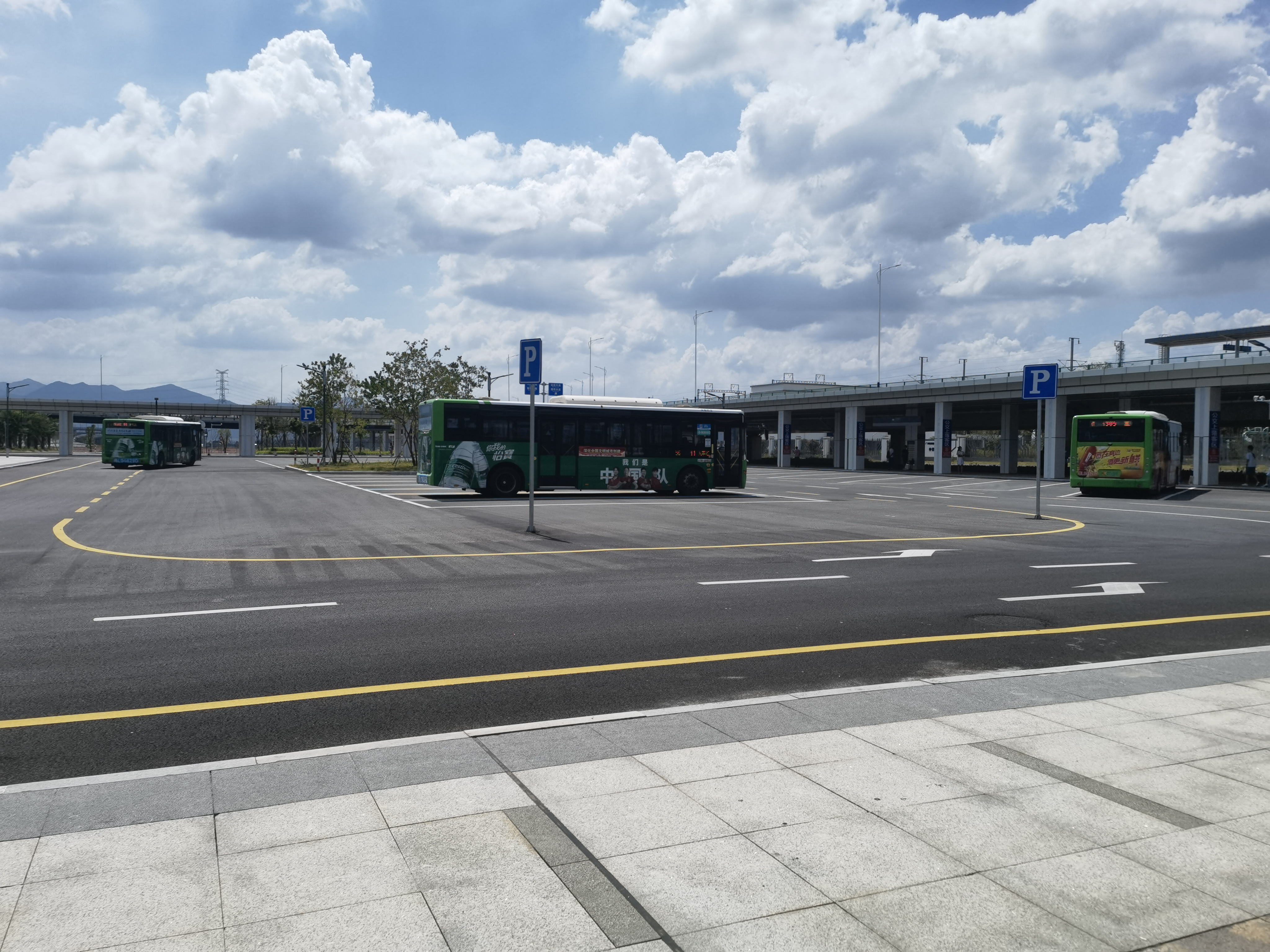
潼侨镇上的仲恺高铁站公交总站

潼侨镇，是中华人民共和国广东省惠州市惠城区下辖的一个乡镇级行政单位，由仲恺高新区管理。

## 管治框架
- 政府：潼侨镇人民政府
- 人大：潼侨镇人民代表大会
- 警务：惠州公安局仲恺高新区分局潼侨派出所

## 行政区划
潼侨镇下辖以下地区：
菠萝山社区、侨冠社区、新华社区、红岗社区、学溪社区、宏村、金星村和光明村。

## 医疗
惠州市中心人民医院仲恺院区

## 交通
赣深客运专线：仲恺站